# Rocha dos Namorados

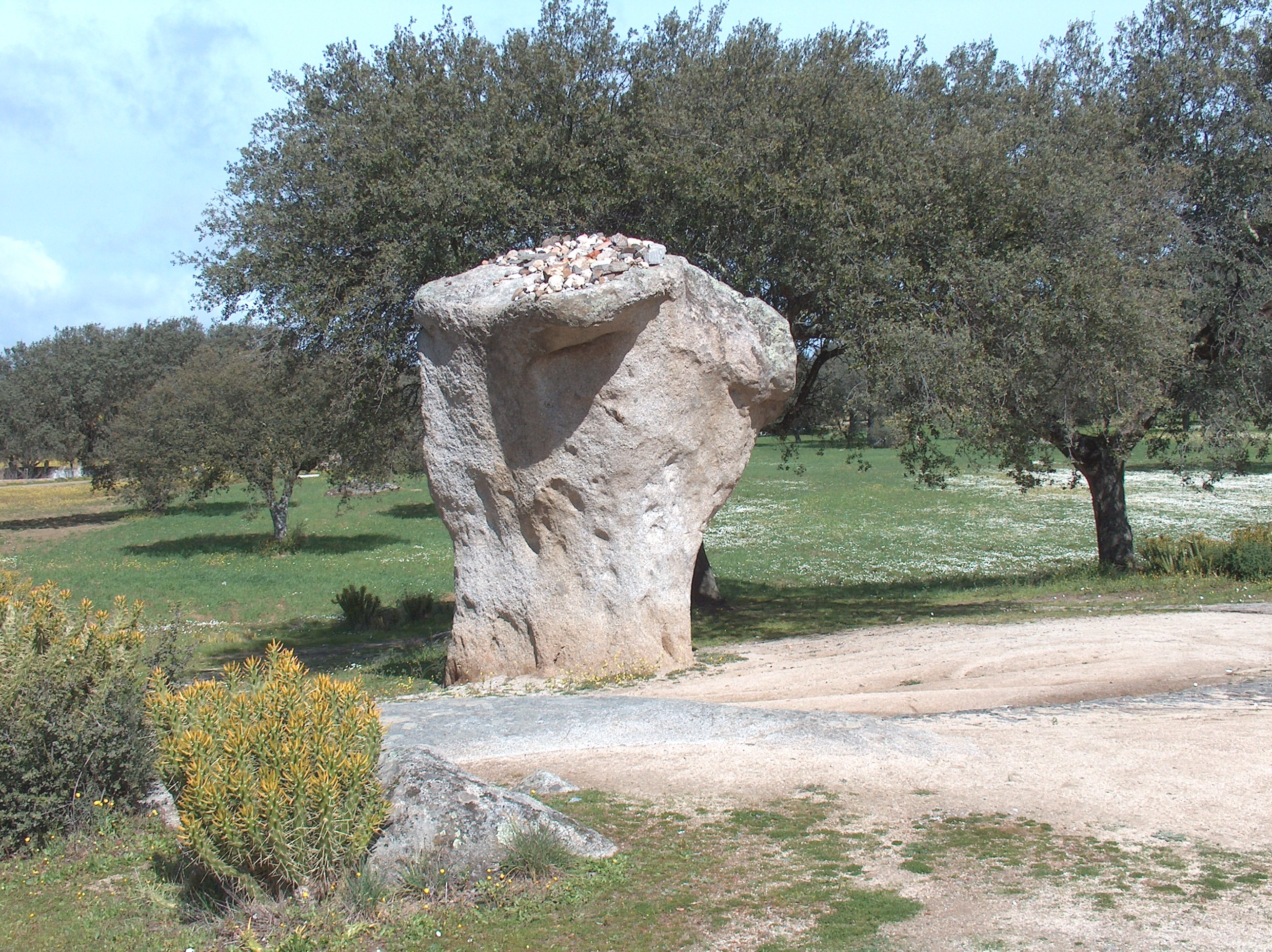
Rocha dos Namorados, Corval, Portugal.

O Menir da Rocha dos Namorados ou Rocha dos Namorados localiza-se em Corval (Reguengos de Monsaraz), em Portugal.
Este afloramento natural de granito, em forma de cogumelo, é uma testemunha da continuidade dos cultos relacionados com a fecundidade ao longo dos tempos.
Adornada de gravuras megalíticas do tipo “covinhas”, esta pedra da fertilidade de mais de 2m de altura tem o seu topo coberto por um manto de pequenas pedras soltas, representativas de um antigo rito pagão que se manteve até aos nossos dias. Segundo arcaica tradição, as raparigas solteiras vão ali na Segunda-Feira de Páscoa para consultar o menir em matéria do seu casamento. Cada pedra atirada ao topo do monumento e que caia representa um ano de espera em relação ao casamento.
Trata-se de um menir ou pedra da fertilidade, cristianizado e convertido em “passo” das procissões de seca que tinham lugar entre a ermida de Nossa Senhora do Rosário e a Aldeia do Mato (atual São Pedro do Corval). Afloramento natural de granito em forma de cogumelo, de altura superior a 2 metros, com gravuras megalíticas do tipo “covinhas” e sempre atapetado por pequenas pedras soltas.